# نولیا مارزول
نولیا مارزول (زاده ۱ دسامبر ۱۹۸۶) بازیگر، رقصنده، مهمان‌دار، ژیمناست، تاجر و طراح مد آرژانتینی می‌باشد. او در برنامهٔ «۳ ، ۲ ، ۱ برنده شدن» به شهرت رسید.که در آن منشی مارلی بود و در برنامه دقیقه تا پیروزی حضور داشت. او همچنین در چندین عکس برداری برای مجله‌های بزرگ شرکت کرد.
نوئلیا همراه با گیرمو «فیریتا» کاتالانو میزبان برنامه فناوری بیش از اندازه متصل بود. در سال ۲۰۱۳، او فینالیست نمایش واقعیت مشهور سلبریتی اسپلش بود. او برنامه رقص وب خود را به نام یک هشت داشت.
در سال ۲۰۱۴، او در تله‌نوولا آقا ظاهری خاصی داشت. پاپیس در نقش دانیلا او همچنین در برنامه کشتی مارلی بود که در آن مکان طرح‌ها، آزمایش‌ها و بازی‌ها را اجرا کردند.
او با احترام بیشتر، من مادرت هستم ۲، با آنتونیو گاسالا به تئاتر برگشت. او به مدت ۲ ماه از سال ۲۰۱۵ قسمتی از پنل برنامه اینفاما بود و یکی از شرکت کنندگان در رقص برای یک رؤیا ۲۰۱۵ بود.

## اوایل زندگی
نوئلیا مارزول در ۱ دسامبر ۱۹۸۶ در ویلا دل پارک بوئنوس آیرس متولدشد، ولی قسمتی از تربیت او در محله ایریارته بود. نوئلیا فرزنددختر اسکار مارزول و اینس یونی می‌باشد. او یک برادر به اسم سباستین مارزول دارد که ۲ سال از او بزرگتر می‌باشد. او در مدرسه شیلر تحصیل کرد و در سال پنجم طلا را برای بهترین میانگین مؤسسه دریافت کرد.
او از چهار سال در رشته ورزشی ژیمناستیک تمرین کرد و در مسابقه‌ها به جوایز ملی رسید. جاز در رقص توسط گوستاوو ساجاک و مارسلا کریکت تشکیل شد. او به نام آکروبات کار می‌کرد و سال‌ها در یک سیرک در نمایش‌های مختلف رقصید. وی قسمتی از شرکت تئاتر موزیکال یی یو ان آ (مؤسسه دانشگاه ملی هنر) به کارگردانی ریکی پاشکوس بود. در آن مکان او به نمایش‌های اسگارابال از ریکی پاشکوس، سرویس مسدود شده‌است مارسلا کریکت که در سال ۲۰۰۷ منتشر شد و بانامه من ازماکا فرناندز که در سال ۲۰۰۸ منتشر شد، همگی در مرکز فرهنی بورخز اضافه شد.

## حرفه
در سال ۲۰۰۸، مارزول به همراه سباستین واینرایچ در چندین طرح از «کیتسچ»، قسمت طنز در برنامه دورودومار شرکت کرد. او همچنین به عنوان رقصنده در گروه بازیگران لا روتیوا دل میپو به همراه خورخه لاناتا در تئاتر مایپو به سرپرستی ریکی پاشکوس شرکت کرد. مارزول در مصاحبه ای گفت که به عنوان رقصنده در گروه کارمن باربیری فوق‌العاده کار می‌کرد.
در سال ۲۰۰۹، او به تیم سیلوینا اسکودرو در موزیکال رویاهای شما برای برنامه مارسلو تینلی ملحق شد و نمایش مسابقه مقام نخست مسابقه را کسب کرد. او صحنه ای را برای فیلم فقط شبیه من گرفت که در آن قهرمان داستان آدریان سوار را بوسید. او همچنین در نمایشنامه خرگوش، این دنیا سزاوار خوشبختی می‌باشد در نقش عاشق سینه بازی کرد.